# 테드 하트리

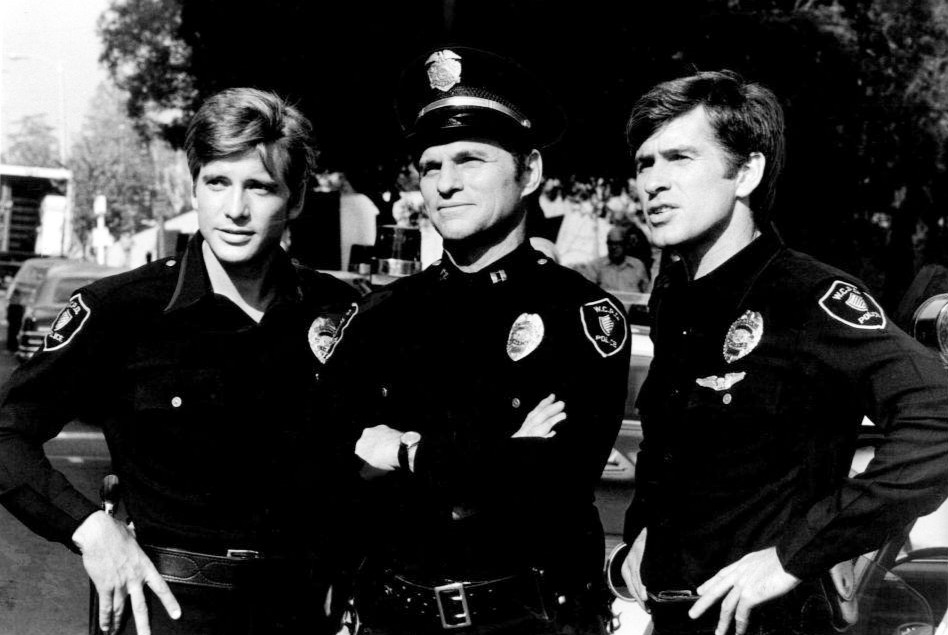

테드 하틀리(Ted Hartley, 1936년 11월 6일 ~ )는 미국의 배우, 영화 제작자이다.
오마하에서 태어났다.

## 작품 목록
- 킬러 인 하이스쿨 (2015년)
- 마지막 4중주 (2012년) - 이기는 입찰자 역
- 이유없는 의심 (2009년)
- 윗치 마운틴 (2009년)
- 아직 멀었어요? 2 (2007년)
- 로라 스마일 (2006년) - 치료사 역
- 쉐이드 (2003년)
- 리투얼 (2001년)
- 마이티 조 영 (1998년)
- 플레이어 (1992년)
- 여자와 남자 - 유혹 이야기 (1990년)
- 캐디쉑 2 (1988년)
- 평원의 무법자 (1973년)
- 제브라 작전 (1968년)
- 맨발 공원 (1967년)
- 뛰지말고 걸어라 (1966년)
- 헬리오 특공작전 (1966년)

### 텔레비전
- 디즈니랜드 (1954년) - 점퍼 캡틴 역
- 아이언 사이드 (1967년)